# Județ de Botoșani
Botoșani est un județ de Moldavie roumaine à l'extrême nord-est de la Roumanie. Son chef-lieu est la ville de Botoșani. Le județ possède une frontière avec la république de Moldavie et l'Ukraine.

## Liste des villes

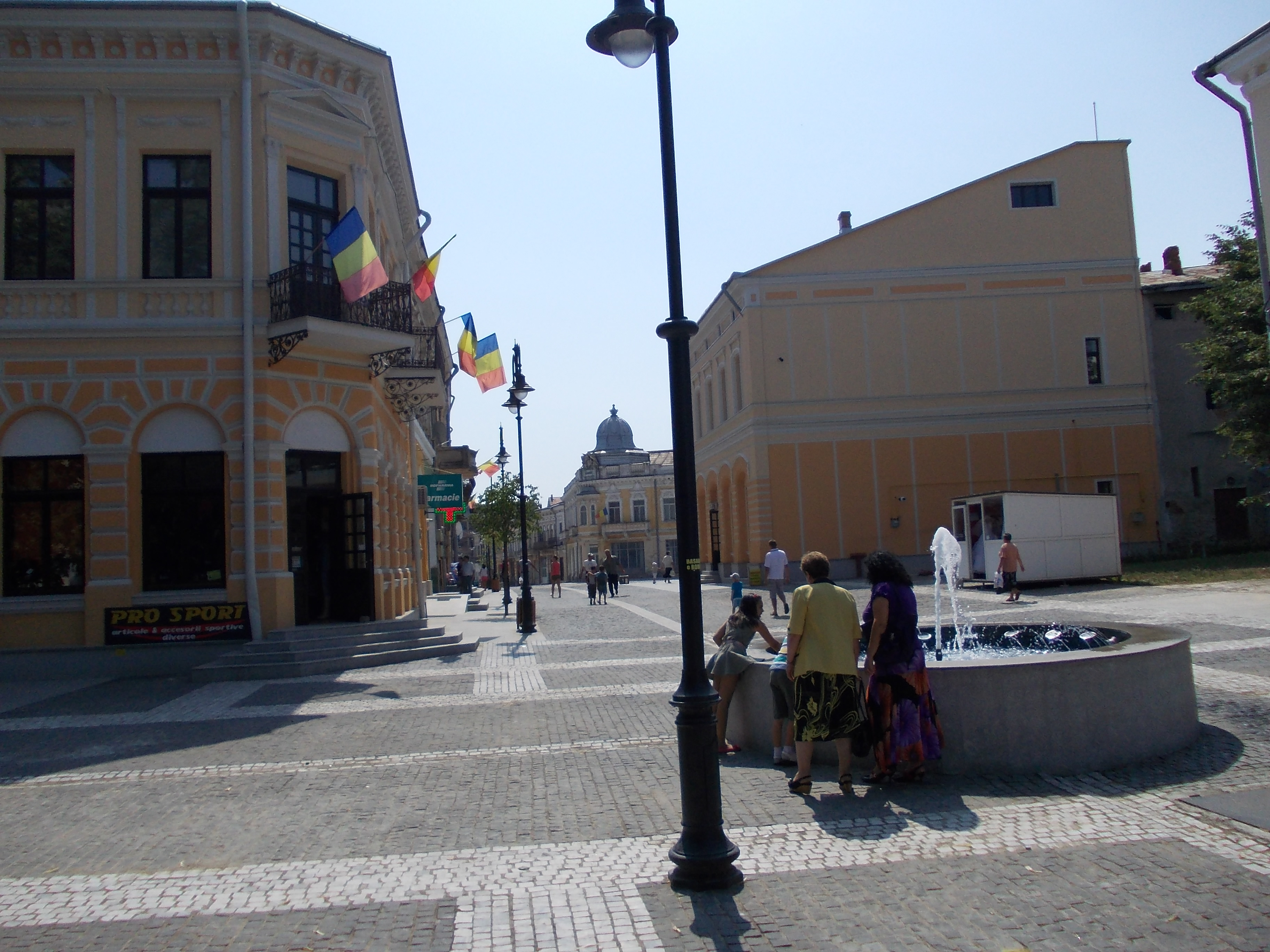
Botoșani

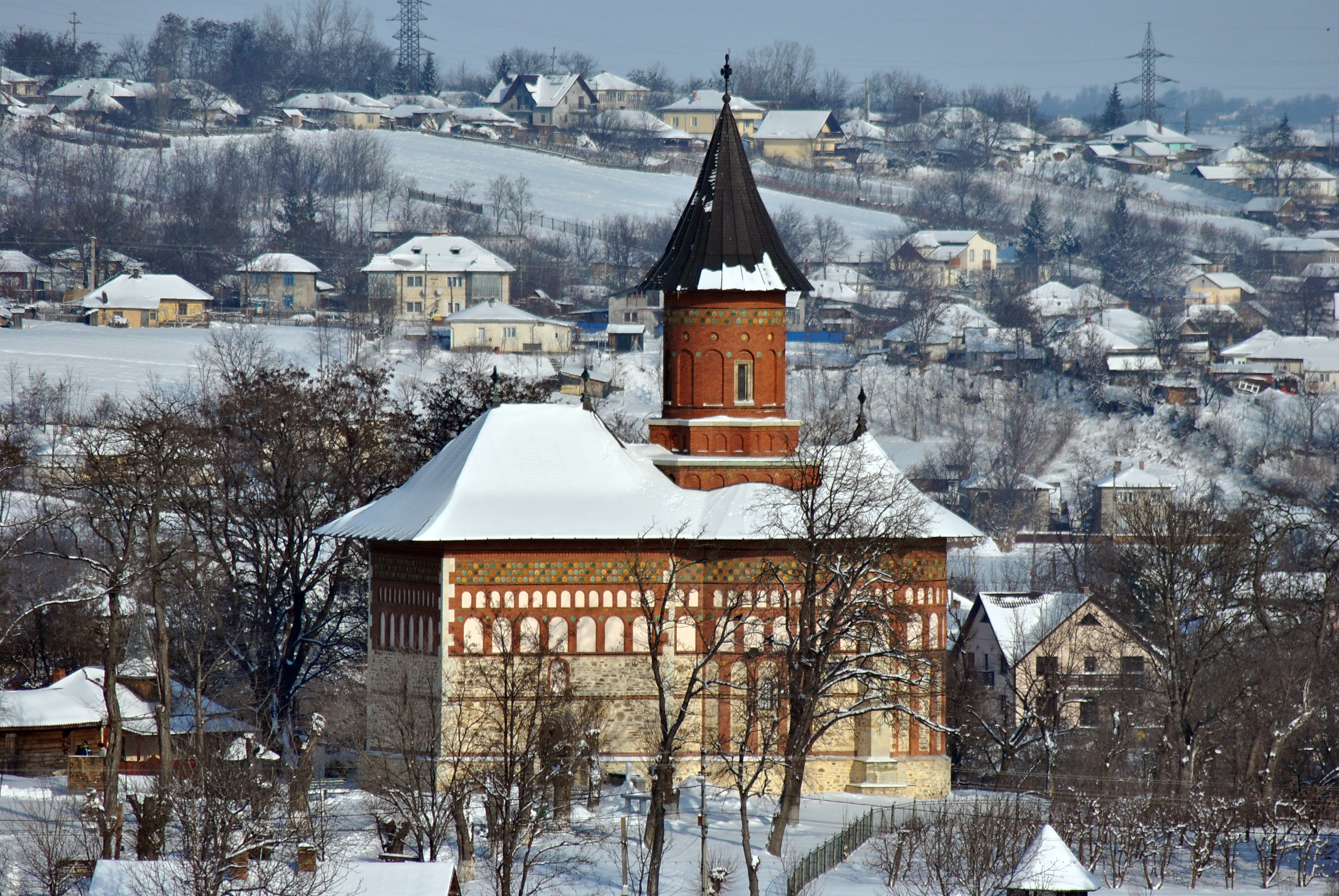
Dorohoi

### Municipalités
(population en 2007)
- Botoșani (115 739)
- Dorohoi (30 661)

### Villes
(population en 2007)
- Bucecea (5 224)
- Darabani (11 859)
- Flămânzi (12 004)
- Săveni (8 156)
- Ștefănești (5 746)

### Communes
- Adășeni
- Albești
- Avrămeni
- Bălușeni
- Blândești
- Brăești
- Broscăuți
- Călărași
- Cândești
- Concești
- Copălău
- Cordăreni
- Corlăteni
- Corni
- Coșula
- Coțușca
- Cristești
- Cristinești
- Curtești
- Dângeni
- Dersca
- Dimăcheni
- Dobârceni
- Drăgușeni
- Durnești
- Frumușica
- George Enescu
- Gorbănești
- Havârna
- Hănești
- Hilișeu-Horia
- Hlipiceni
- Hudești
- Ibănești
- Leorda
- Lozna
- Lunca
- Manoleasa
- Mihai Eminescu
- Mihăileni
- Mihălășeni
- Mileanca
- Mitoc
- Nicșeni
- Păltiniș
- Pomârla
- Prăjeni
- Răchiți
- Rădăuți-Prut
- Răuseni
- Ripiceni
- Roma
- Românești
- Santa Mare
- Stăuceni
- Suharău
- Sulița
- Șendriceni
- Știubieni
- Todireni
- Trușești
- Tudora
- Ungureni
- Unțeni
- Văculești
- Vârfu Câmpului
- Viișoara
- Vlădeni
- Vlăsinești
- Vorniceni
- Vorona

## Politique
| Parti | Parti                                      | Sièges |
| ----- | ------------------------------------------ | ------ |
|       | Parti social-démocrate (PSD)               | 15     |
|       | Parti national libéral (PNL)               | 12     |
|       | Alliance des libéraux et démocrates (ALDE) | 3      |
|       | Pro Romania (PRO)                          | 2      |

## Démographie
| 1900    | 1913    | 1930    | 1948    | 1956    | 1966    | 1977    | 1992    | 2002    |
| ------- | ------- | ------- | ------- | ------- | ------- | ------- | ------- | ------- |
| 171 400 | 197 400 | 351 800 | 385 236 | 428 050 | 452 406 | 451 217 | 461 305 | 452 384 |

| 2007    | - | - | - | - | - | - | - | - |
| ------- | - | - | - | - | - | - | - | - |
| 454 167 | - | - | - | - | - | - | - | - |

## Tourisme
- Liste des musées du județ de Botoșani